# Angel-fishの涙
「angel-fishの涙」（エンジェルフィッシュのなみだ）は、ROUAGEのメジャー7枚目のシングル。1998年3月1日発売。マーキュリー・ミュージックエンタテインメント（現・ユニバーサルミュージック）よりリリース。

## 収録曲
1. angel-fishの涙
  - 作詞:KAZUSHI/作曲:SHONO/編曲:ROUAGE+Akira Nishihira
2. ego×∞「エゴノカタマリカタマリノエゴ」remix
  - 作詞:KAZUSHI/作曲:RIKA/編曲:YASUAKI"V"SHINDOH